# Detectors
Detectors fou un grup de Rock català, creat el 1981 i dissolt el 1993.

## Components
- Joan Calduch (Guitarra i veus)
- Magda Cruellas (Veus)
- Xavier Homet (Baix)
- Josep Pons (bateria)
- Nando Cortés (Teclats)

## Història
Els orígens del grup cal buscar-los a Molins de Rei, població del Baix Llobregat. Joan Calduch i Nando Cortés, amics des de petits, havien parlat diversos cops de fundar un grup de rock. Tots dos tocaven la guitarra i havien llogat un garatge a prop d'una coneguda discoteca. El Xavier Homet va conèixer al Joan tornant de Barcelona, on havia comprat cordes de guitarra, en tren. De seguida es van fer amics i acordaren veure's aviat per fundar un grup. En Xavier havia tocat en diversos grups anteriors i també col·laborat amb una companyia de Teatre, tocant el baix en l'obra Godspell i fent una gira que els va dur per Catalunya i el País Valencià.
El grup no va començar de debò fins a la incorporació de Josep Pons a la bateria i el retorn del Nando Cortés del servei militar. En el garatge van començar els primers assaigs i les primeres cançons van començar a prendre forma. Tots quatre tenien clar el tipus de música que volien fer: pop-rock amb influències punk. De fet, les principals arrels del grup van ser tant The Who, com Sex Pistols o els The Clash.
En Joan esdevingué el compositor principal del grup. Les cançons s'enregistraven en un magnetòfon de dues pistes que els servia de guia i que els convencé que cap d'ells servia com a cantant. Van decidir buscar un cantant i després de diverses proves, van fitxar a la Magda Cruelles per tres raons, principalment: era una noia, tenia una veu bonica i tenia "pinta". En aquells temps, els grups amb noia estaven molt de moda (Pretenders, Siouxsie and the Banshees, B-52's, etc.) i la Magda lluïa una imatge rebel que lligava molt bé amb l'estètica punk del moment.
Els assaigs es van incrementar i la llista de cançons creixia. L'any 1983 en Xavier se'n va anar al servei militar i en Nando va agafar el baix. Va ser llavors quan un productor francès, en Patrick Boissel, els va fitxar per ser el seu mànager i per ajudar-los a enregistrar el seu primer disc, un maxi single amb la cançó Suïcida Infantil cantada en català (cara A) i en castellà (cara B). En aquells moments, el grup encara no tenia clar l'idioma en què havien de cantar. L'any 1983 no hi havia cap grup en actiu que cantés en català (exceptuant els de la Nova Cançó) i els Detectors van ser els primers de la nova fornada en enregistrar en aquest idioma.
Quan en Xavier va tornar del servei, en Nando va passar de tocar el baix a tocar els teclats. Aquesta ja seria la formació definitiva. Els concerts començaven a tenir èxit i van tocar tant a llocs emblemàtics com el Zeleste del carrer Argenteria com a festes populars de barri, on els contractaven pensant-se que eren una orquestra de ball. L'any 1983, poc després de la publicació de Suïcida Infantil, els Detectors van agafar n'Albert Reguant com a mànager principal. N'Albert, germà del director teatral Ricard Reguant, era molt entès en música i conegut en l'entorn cultural. Treballava a Xarxa Cultural i tenia contactes. Va ser ell qui els va buscar una nova discogràfica: Blau Records. Al davant de la sucursal barcelonina de Blau, companyia propietat d'en Joan Bibiloni i un altre soci, estava l'Àlex Eslava.
El Joan Bibiloni es va oferir a produir el primer disc, que va ser enregistrat a Esplugues de Llobregat. En un concert a Cambrils, els Detectors van descobrir un fotògraf anomenat Toni Prim que hi feia una exposició i hi van contactar perquè els fes la portada, resultant una imatge potent que feia justícia al directe del grup.

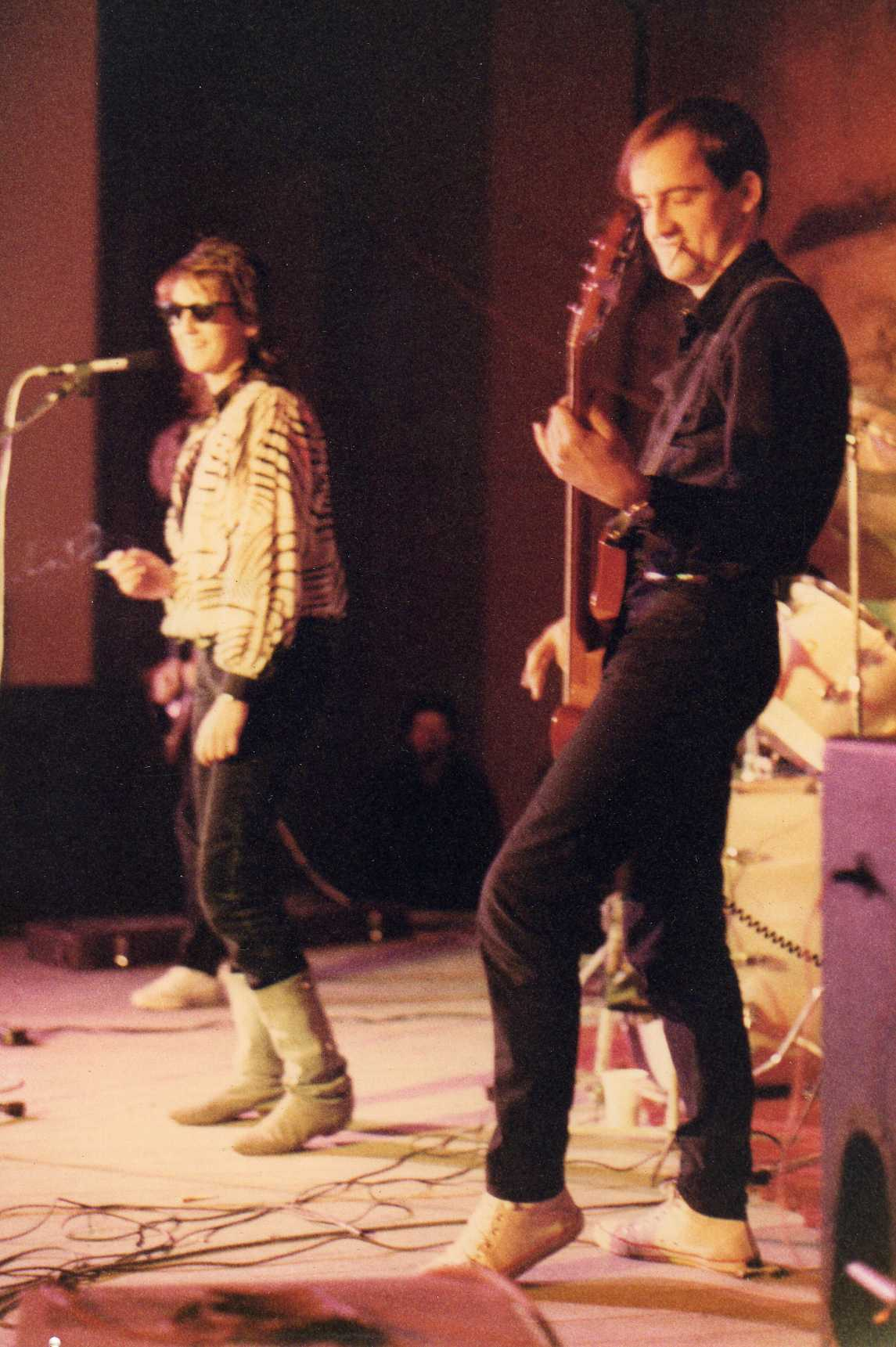
Concert a Barcelona

El següent disc, Cop de Sort, va ser enregistrat a Bellcaire d'Urgell, a una masia regentada per un antic hippy on hi anava sovint un estudi d'enregistrament mòbil anomenat El Camión. El productor va ser en Leo Mariño i el tècnic de so, en Pedri. L'enregistrament es va fer en una setmana i les fotos de la portada es van fer a Lles de Cerdanya, damunt la neu i amb la Serra del Cadí de fons.
Aquest disc contenia algunes de les millors cançons dels Detectors i és, potser, el que millor reflecteix l'etapa més creativa i rockera de la seva música. Cançons com Quan l'Alba queda lluny, Bourbon & Gin o Cop de Sort mostraven l'estil més autèntic del grup, que passava per la seva millor època.
En aquells moments, el Rock Català començava a ser força conegut. Els Detectors van participar en una gira anomenada "Música Viva" juntament amb altres grups com Grec, N'Gai N'Gai o La Madam, gira desastrosament organitzada per la Generalitat i que va acabar en un fracàs de públic a causa de la manca de promoció.
Per aquells dies, TV3 amb el programa del Mikimoto començava també a programar vídeos i els Detectors en van fer un parell per Cop de Sort i per Quan l'Alba queda lluny.
A la Festa Major de Barcelona del 1987 van tocar a la recta de l'estadi de Montjuïc com a teloners dels Blow Monkeys, davant d'unes 30.000 persones.
Durant els anys 88 i 89 van anar fent bolos per Catalunya durant un període de poca activitat creativa. En un concert a Santa Coloma de Farners, van coincidir amb un dels grups que serien part dels grups successors: Sopa de Cabra, que tot just començaven a ser coneguts. En un concert a Zeleste enregistrat pel programa Spútnik, van tornar a coincidir amb els Sopa. Aquest concert va marcar un punt d'inflexió en la trajectòria dels dos grups, essent el punt d'inflexió dels Detectors a partir del qual començarien a davallar i el punt d'arrancada del fenomen del rock català dels 90. S'estava produint en aquells moments el relleu generacional.
En vistes de què el rock en català començava a rutllar, els agents de contractació es van començar a moure. Per aquells moments, la relació d'Albert Reguant amb el segell discogràfic dels Detectors, on hi treballava, es van trencar i la discogràfica els va posar en la disjuntiva de "Albert o nosaltres". Al mateix temps, l'agència de contractació Músics els va oferir un contracte d'exclusivitat que excloïa Albert. Els Detectors, davant de la decisió d'optar pel mànager i amic de tota la vida o d'unir-se a una agència, van optar per l'amistat i van seguir amb n'Albert com a mànager. Al capdavall, això va ser la decisió errònia atès que, per art de màgia, les contractacions es van acabar. Tots els ajuntaments i els agents de contractació tenien exclusives de contractació amb Músics i els regidors de cultura contractaven el que l'agència els deia i que, en aquells moments, eren Els Pets, Sangtraït, Sopa de Cabra, i Sau. D'altres grups veterans van patir les mateixes conseqüències.
Malgrat això, els Detectors es van tornar a tancar a un estudi i van enregistrar un tercer disc amb el Santi Picó de productor i enginyer. El disc, titulat Creuer de Luxe va tenir crítiques excel·lents, fins i tot algú va dir que era un dels millors discs fets en català i, al mateix temps, va ser un dels més oblidats. Les cançons de Creuer de Luxe destil·laven maduresa i eren d'una qualitat excepcional. Cançons com Roses Negres, Perdent el Nord o Ni per tu foren les més destacades. Van fer també un clip amb la cançó Aquesta nit pot ser gran, dirigit per en Ricard Reguant.
Tot i la qualitat del disc, editat per un segell desconegut anomenat Transdisc, els bolos no apareixien. L'any 1993 van tocar per darrer cop a Pratdip, en un homenatge a un músic mort d'un grup amic. La darrera cançó que van tocar en directe va ser Cop de Sort. Els Detectors va prendre la decisió de dissoldre's la tardor de 1993.
L'únic membre que va continuar en actiu va ser el bateria, en Josep Pons, que va formar part del grup de Castellbisbal Gurus. L'any 2019, en Joan Calduch va publicar un primer disc en Solitari, anomenat La Història del Noi que Volia Pintar l'església de Negre, publicat també per Blau Records. Altres treballs posteriors d'ex-membres del grup són també el de Nando Cortés, anomenat Projecte V1.

## Discografia
- Suïcida Infantil (1983)
- Detectors (1987)
- Cop de Sort (1988)
- Creuer de Luxe (1991)